# Wodeniczarsko
Wodeniczarsko (bułg. Воденичарско) – wieś w Bułgarii, w obwodzie Kyrdżali, w gminie Dżebeł. Według danych szacunkowych Ujednoliconego Systemu Ewidencji Ludności oraz Usług Administracyjnych dla Ludności, 15 czerwca 2020 roku miejscowość liczyła 186 mieszkańców.